# Brinkburn Low Ward
Brinkburn Low Ward var en civil parish 1866–1955 när det uppgick i Brinkburn, i grevskapet Northumberland i England. Civil parish var belägen 15 km från Morpeth och hade 25 invånare år 1951.